# Lac Isabella
Le lac Isabella est un lac de retenue américain situé en Californie, dans le comté de Kern. 

## Description
Le lac s’étend sur la vallée de la rivière Kern, orientée sud-nord, et la vallée de la rivière South Fork Kern orientée est-ouest. La rivière Kern a été barrée par le barrage Isabella en 1953. La superficie du lac est d'environ 45 kilomètres carrés. Il est principalement utilisé pour alimenter en eau la ville voisine de Bakersfield et ses environs mais il attire aussi une certaine population touristique, ce qui a permis la construction d'hôtels et de campings dans les environs.

## Climat
Le climat de la région est souvent caractérisé par de forts écarts entre les saisons. Cela est dû à sa situation en zone de montagne, loin de la côte pacifique, et donc à l'absence de l'effet tempéré de la mer. En été, des températures de plus de 40 degrés Celsius peuvent facilement être atteintes, tandis qu'en hiver il y a aussi des chutes de neige et la température descend en dessous de zéro.

## Évolution de l'ouvrage
Le volume actuel du lac a été limité à 60 % de sa capacité totale car des études ont montré qu'un niveau d'eau trop élevé entrainait une certaine instabilité du barrage. D'autre part, le lac est situé sur une faille ce qui induit un risque sismique. Cette faille avait été considérée comme inactive avant la construction du barrage. 
En mars 2013, un projet de stabilisation du barrage a été présenté au public afin d'accroître la sécurité des régions environnantes. Le plan approuvé par les autorités prévoit une augmentation du volume du barrage. L'achèvement des travaux est prévu pour l'automne 2018, les coûts de construction prévus s'élèveront à environ 400 à 600 millions de dollars,.

## Galerie

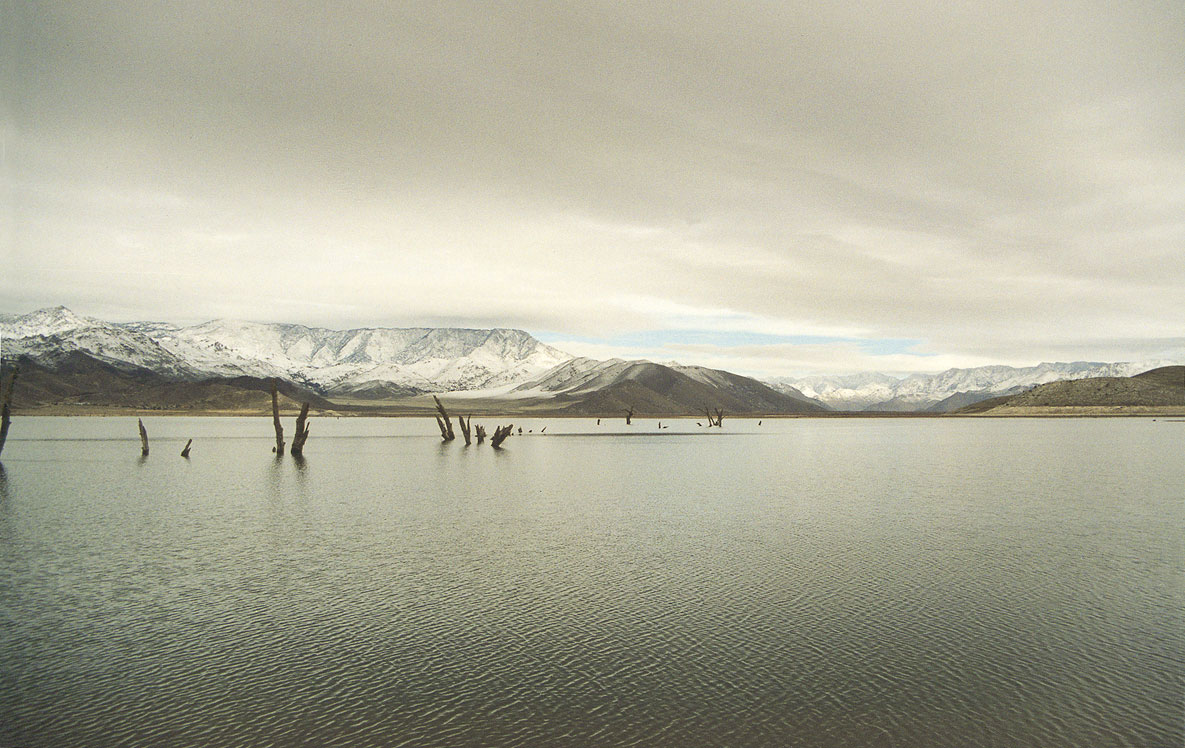
Rive sud du lac Isabella.
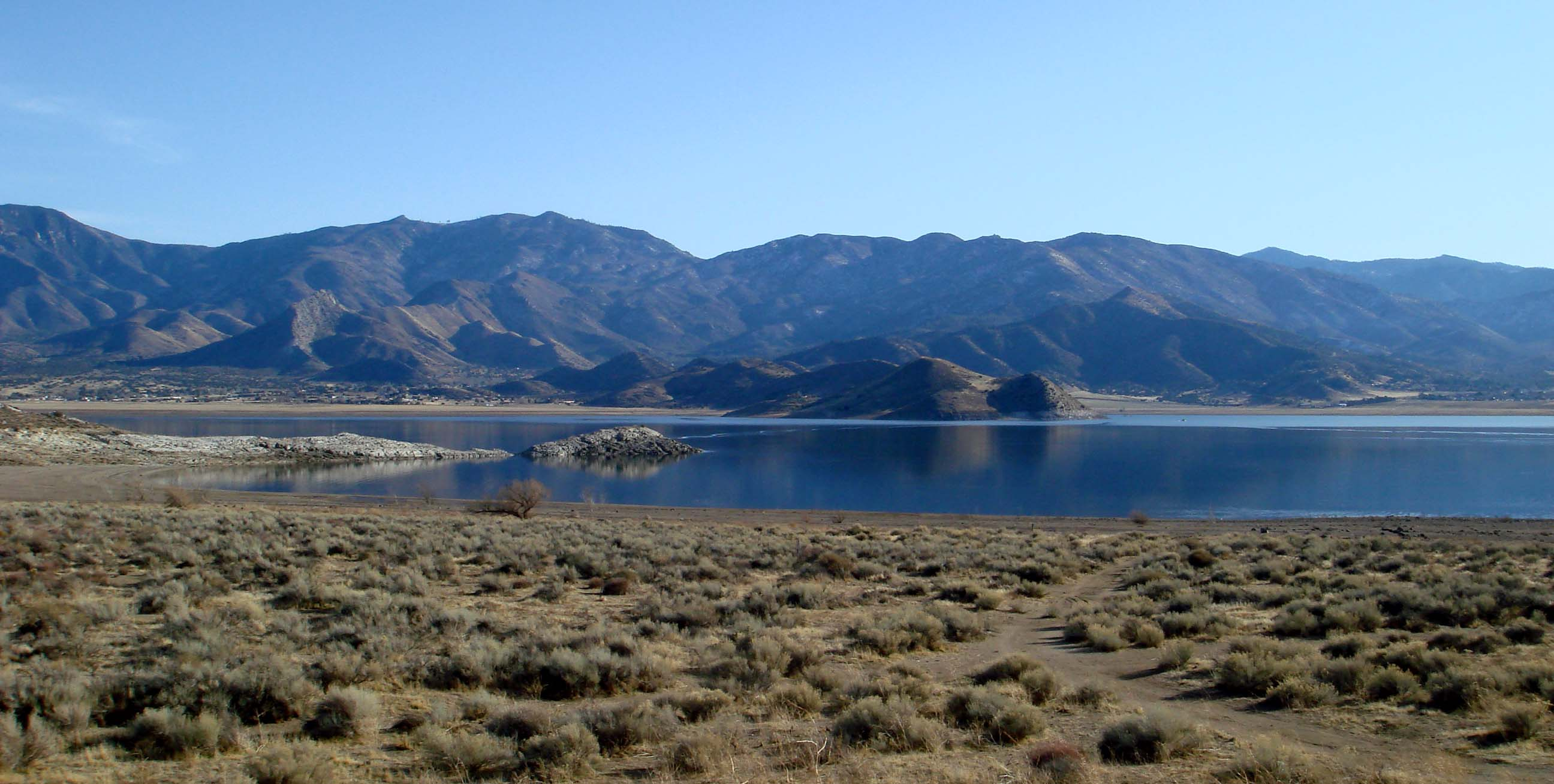
La brance sud-est, vue de la rive nord avec Weldon à gauche.
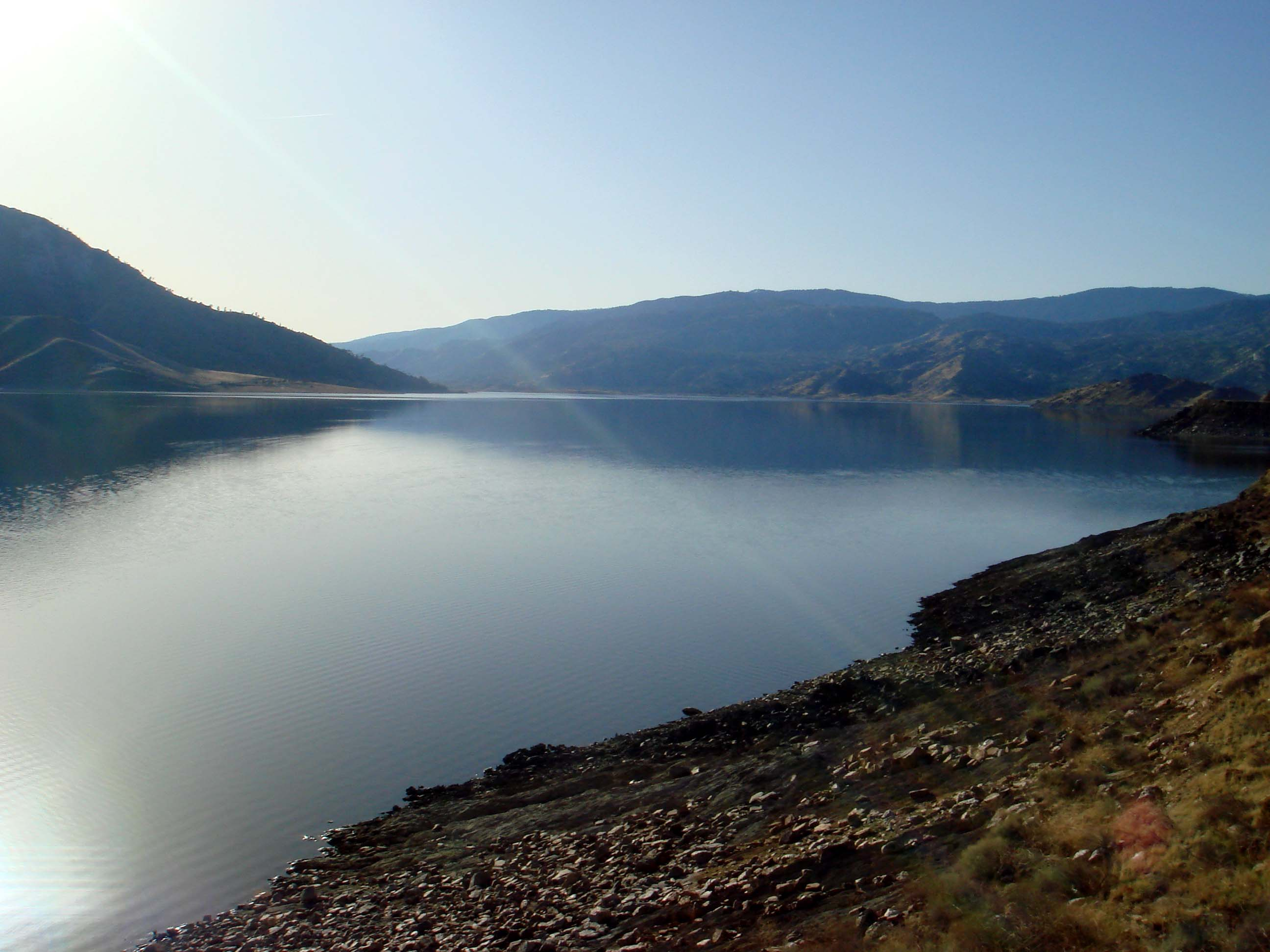
Vue de la rive orientale entre les branches.
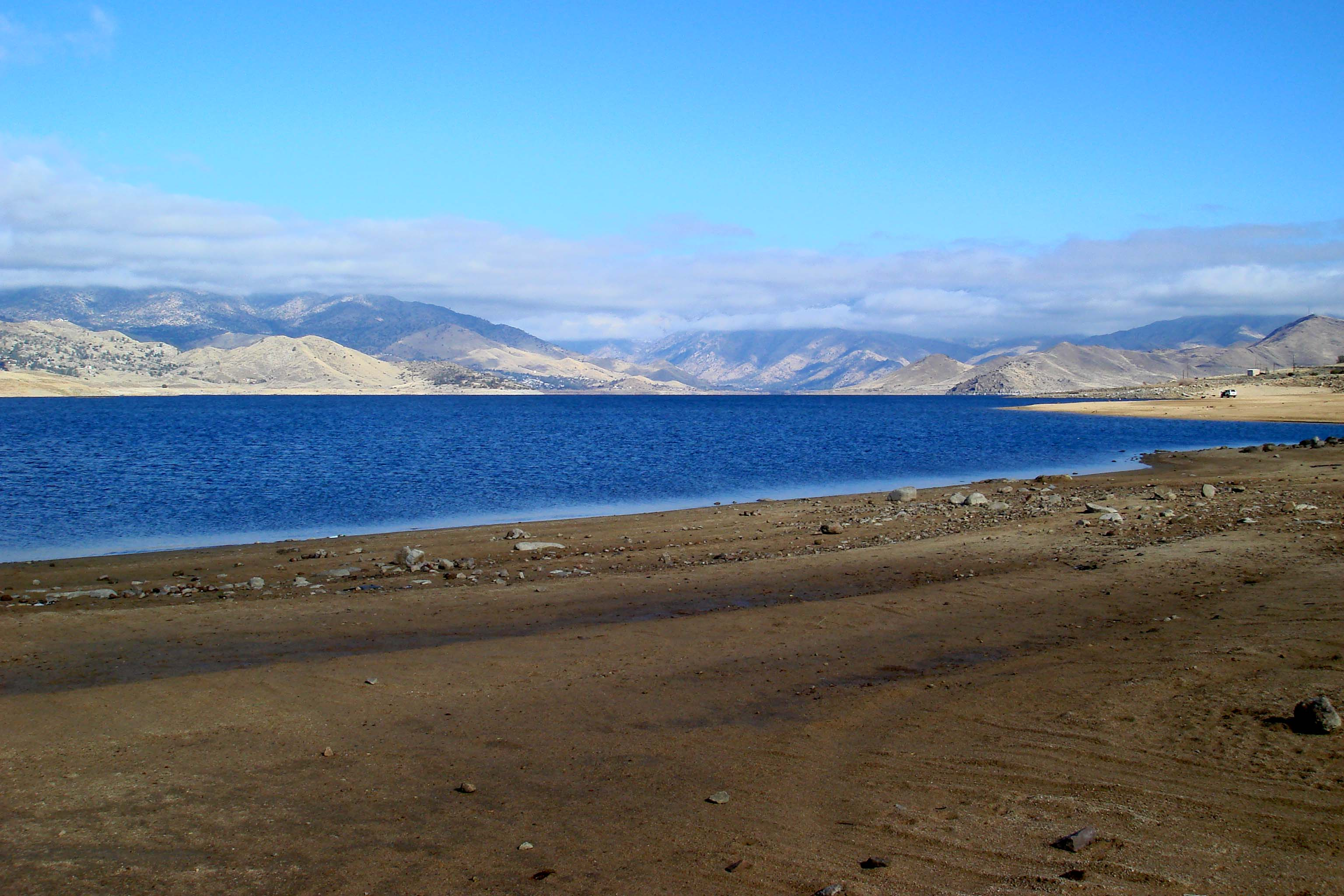
Rive près de la ville de Lake Isabella.
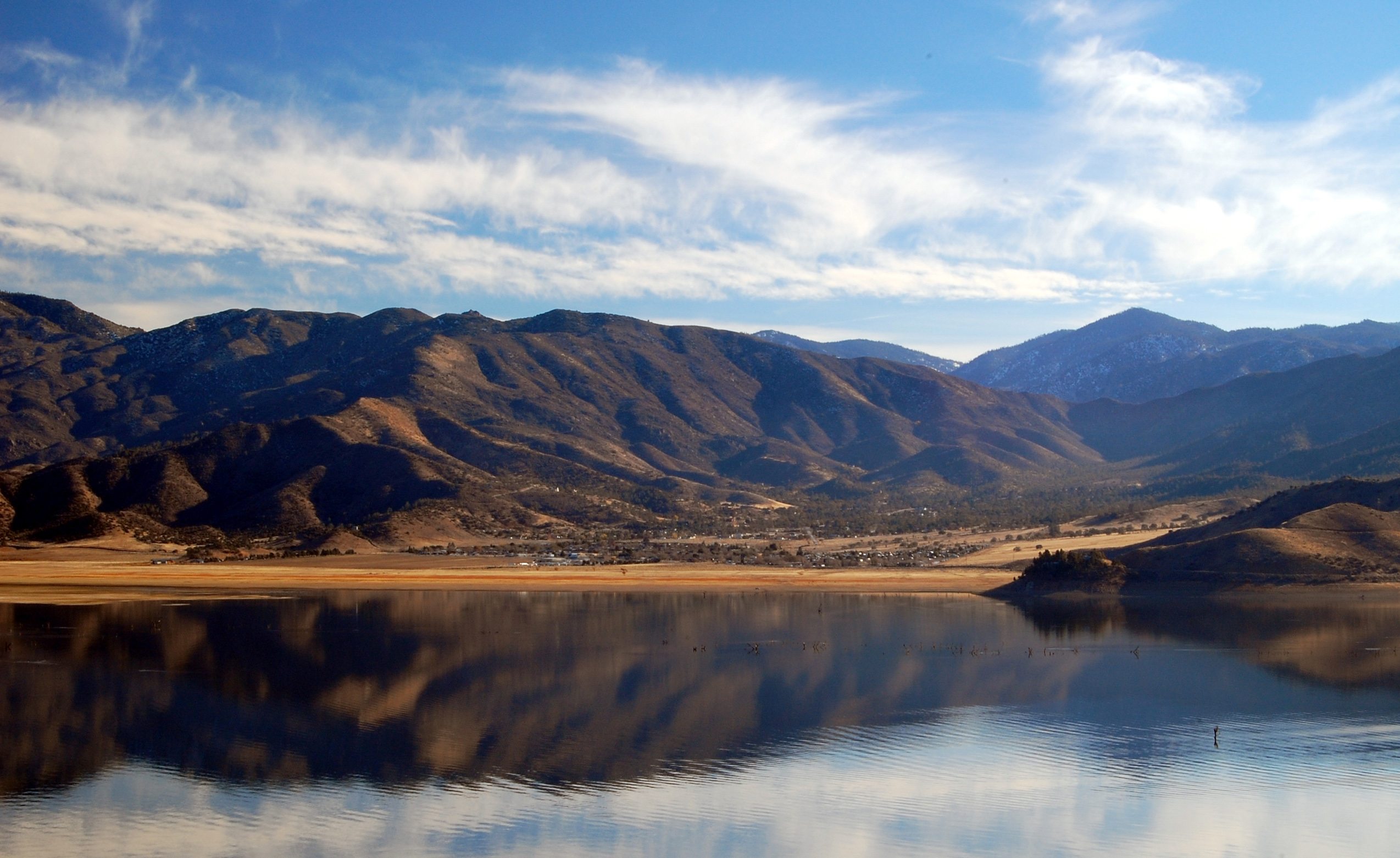
Mountain Mesa vue du côté nord du lac.
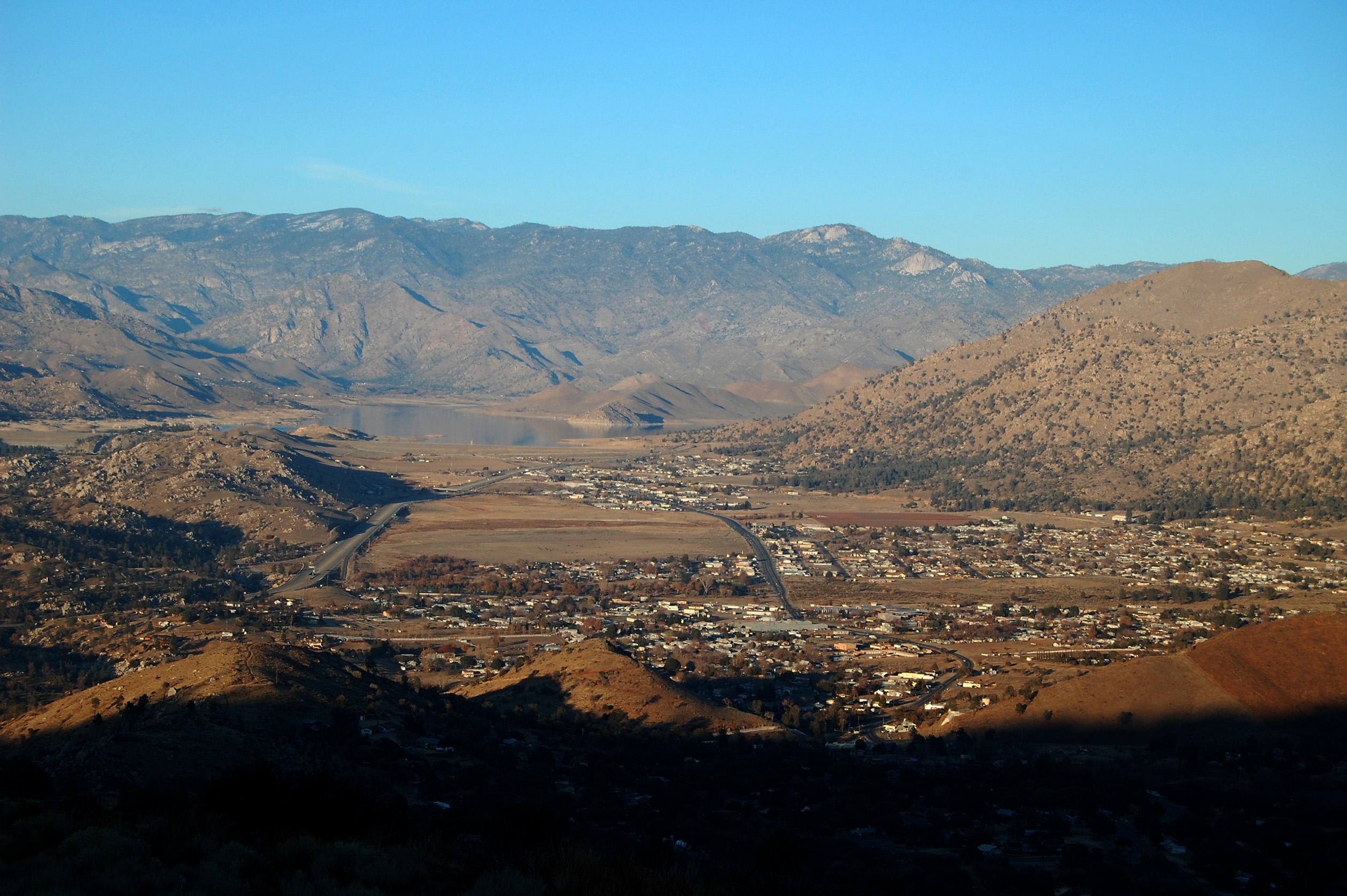
Vue sur le lac depuis les collines à l'ouest de Bodfish.
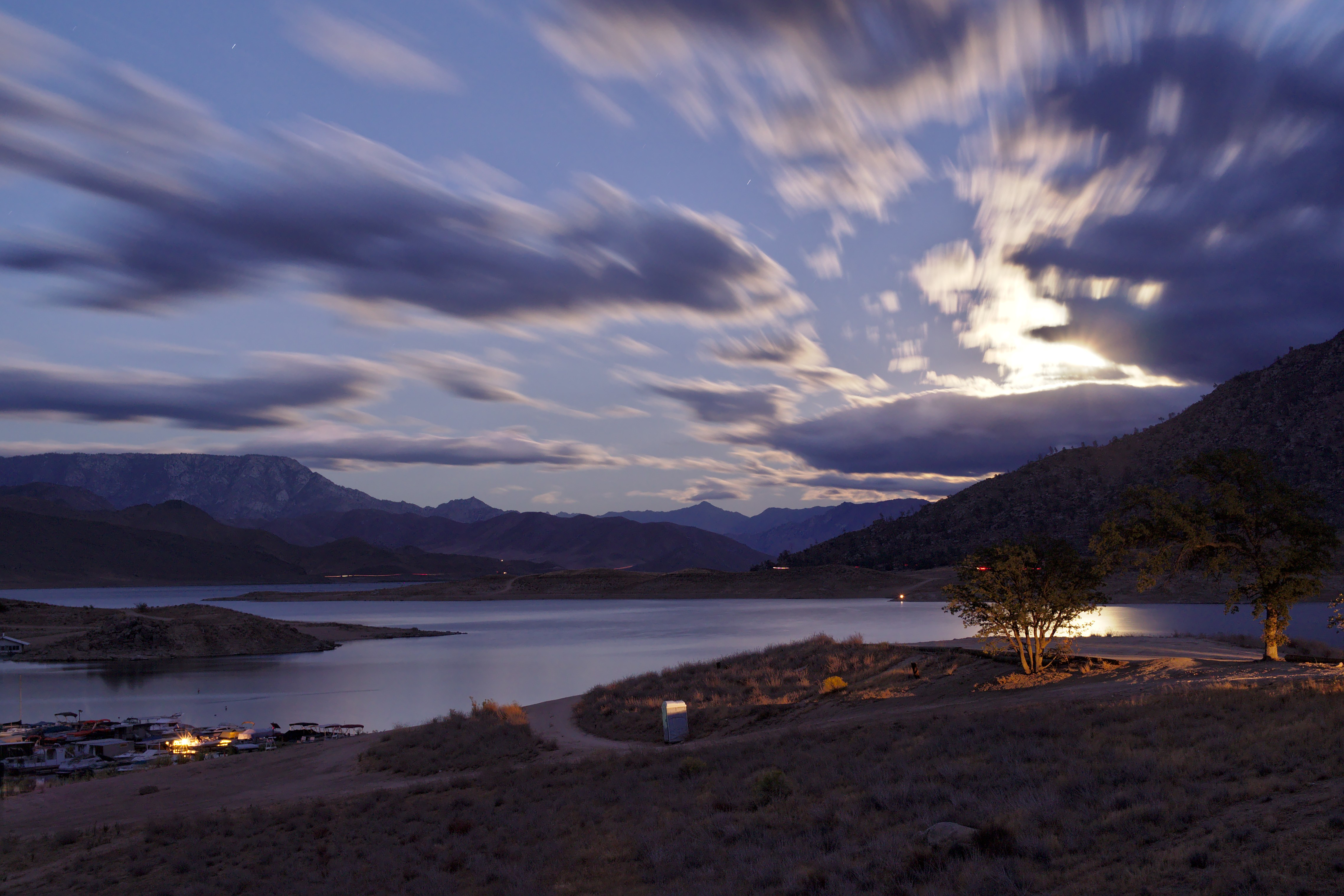
Vue depuis Pioneer Point à la pleine lune

Vue panoramique du lac depuis le Barrage Isabella montrant le niveau d'eau en août 2015.